# Zhovti Vody
Zhovti Vody (em ucraniano:  Жовті Води; em russo:  Жёлтые Воды) é uma cidade da Ucrânia, situada no Oblast de Dnipropetrovsk. Tem 33,25 km² de área e sua população em 2020 foi estimada em 43.591 habitantes.